# Türkische Volkstänze
Türkische Volkstänze sind traditionelle Tänze, die überwiegend in der Türkei und in den türkischen Siedlungsgebieten verbreitet sind. Für die türkischen Minderheiten in Europa, Amerika und Australien stärken diese Tänze ihren kulturellen Zusammenhalt.
Die türkischen Volkstänze werden bei wichtigen Anlässen wie z. B. Hochzeiten, Verlobungen, Verabschiedungen der Rekruten, religiösen, nationalen, kommunalen, regionalen Feiertagen, Umzügen auf entsprechenden Plätzen aufgeführt. Die meisten Volkstänze werden nicht mehr in ihrer natürlichen Umgebung aufgeführt, sondern sind durch Wettbewerbe und Folklore-Feste zu einer eigenen Kunstrichtung geworden.
Besonders bei Hochzeiten werden gern Gäste eingeladen, die die traditionellen Tänze beherrschen, um die Gruppe der Tänzer zu leiten. Diese Vortänzer improvisieren auch zum Teil neue Figuren, um bei den Vorstellungen ihr Talent unter Beweis zu stellen. Auf diese Art und Weise wird das Volk und vor allem die jungen Leute regelmäßig in der traditionellen Volkstanzkunst unterwiesen.
Es gibt Tänze, die Ereignisse aus der Natur oder dem täglichen Leben, aber auch gesellschaftliche Ereignisse oder auch menschliche Themen wie die Liebe nachahmen. Ein Beispiel für die Vielseitigkeit der Tänze ist der “Urfa Kımıl Tanz” aus Şanlıurfa, der die Probleme der Bevölkerung nach einem Befall der Felder durch Schädlinge darstellt.
Je nach Themen der Tänze bekleiden sich die Tänzer mit den entsprechenden traditionalen Trachten. Die türkischen Volkstänze werden unbedingt von mindestens einem Instrument begleitet, wie z. B. einer Bağlama oder Kemençe. In manchen Regionen tanzen besonders die Frauen zu gesungenen Volksweisen. 
Die Namen der Tänze beziehen sich meistens auf den Schöpfer derselben, auf die Region aus der sie stammen, auf Naturereignisse oder andere Themen, die sie zum Inhalt haben.
Die Beziehungen zwischen Mensch und Natur, Regen, Nebel oder fließendes Wasser, die Pflanzenwelt, die Darstellung der Zahlen, Menschen und Tiere, gesellschaftliche Ereignisse, Streit und Krieg, Liebe und Leidenschaft, Umwerben von Mädchen bzw. Jungen, Verabschiedung der Rekruten von zu Hause, landwirtschaftliche Ereignisse wie Ernte oder Missernte, Beschreibung von Berufen, wie z. B. dem des Hirten oder der Hausfrauen auf dem Dorf, Brotbacken, Kuhmelken, Wäschewaschen usw. und das Herstellen eines Produktes, wie z. B. das Seildrehen, sind beliebte Themen für Volkstänze.

## Tänze der Regionen
- Bar: Nordostanatolien

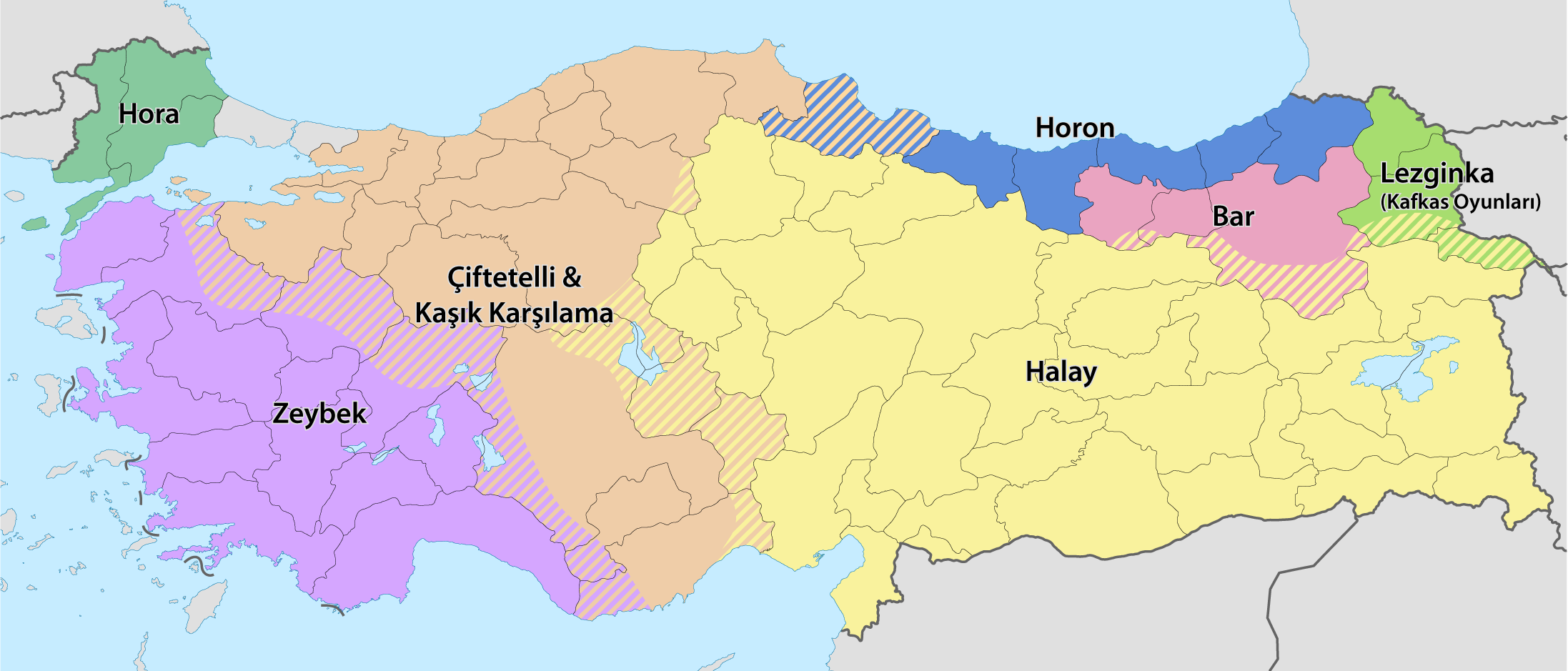
Regionen der Türkei mit ihren typischen Tanzformen

- Çiftetelli, verwandt mit dem griechischen Tsifteteli, Bauchtanz aus osmanischer Zeit in den westtürkischen Städten
- Halay: östliche Mittelmeerregion, Ost-, Südost- und Zentralanatolien
- Hora: westliche Marmararegion
- Horon: östliche Schwarzmeerregion
- Kaşık Karşılama, westliche Schwarzmeerregion, westliches Zentral- und Südanatolien
- Kolbastı, schneller energiegeladener Tanz der östlichen Schwarzmeerregion um Trabzon
- Lezginka (Kafkas Oyunları): Provinz Ardahan, Iğdır und Kars
- Zeybek, Ägäisregion und westliche Mittelmeerregion